# Coccorchestes biak
Coccorchestes biak är en spindelart som beskrevs av Balogh 1980. Coccorchestes biak ingår i släktet Coccorchestes och familjen hoppspindlar. Inga underarter finns listade i Catalogue of Life.